# Brokhausen
Brokhausen (plattdeutsch: Breoksen) ist ein Ortsteil der lippischen Stadt Detmold in Nordrhein-Westfalen in Deutschland.

## Geographie

### Geographische Lage
Der 4,1 km² große Ortsteil Brokhausen liegt etwa vier Kilometer nordöstlich des Detmolder Stadtzentrums, zwischen den Detmolder Ortsteilen Hakedahl im Süden und Südwesten, Dehlentrup im Westen, Barkhausen im Norden sowie Mosebeck im Südosten.

### Gewässer
Durch Brokhausen fließt der in der Ortsmitte zum „Dorfteich“ aufgestaute Broker Bach, der nach insgesamt 4,2 Kilometern bei Mosebeck in die Passade mündet.

## Geschichte
Um 1390 gab es nachweislich einen Pothof in Brokhausen. Zum Pothof gehörte der heutige „Dorfteich“. Er bildete den Mittelpunkt der ehemaligen Bauerschaft, die über Jahrhunderte hinweg aus verstreuten Höfen und Köttersiedlungen bestand.

### 20. Jahrhundert
Zum 1. Januar 1970 wurde Brokhausen in die Kreisstadt Detmold eingemeindet. Der Kreis Detmold ging am 1. Januar 1973 im Zuge der nordrhein-westfälischen Kreisreform im Rahmen des Bielefeld-Gesetzes durch Vereinigung mit dem Kreis Lemgo im heutigen Kreis Lippe auf.

### Einwohnerentwicklung
| Jahr      | 2006 | 2020 |
| Einwohner | 0620 | 0456 |

### Ortsname
Brokhausen wird 1151 als Brochusen erstmals schriftlich erwähnt.
Im Laufe der Jahrhunderte sind folgende Versionen ebenfalls als Ortsnamen belegt: Brokhusen (1251), Brochusen (1394), Brockhusen (1467, im Landschatzregister), Broickhusen (1501), Broickhussen (1507, im Landschatzregister), Brokhußin (1512), Brockhusenn (1535), Broichhausen (1579), Brukhusen (1590, im Landschatzregister), Bruchhausen (1618, im Lemgoer Bürgerbuch, Brockhausen (1618, im Landschatzregister), Brocksen (1621) sowie Brockhausen (um 1758).
Der Name Brok ist auf Bruch zurückzuführen, mit dem ein sumpfiges Gebiet oder Moor bezeichnet wird.

## Politik
Der Ortsbürgermeister heißt Cord-Henrik Starke (CDU) und Vertreter im Stadtrat ist derzeit Roman Post (SPD).

## Wirtschaft und Infrastruktur

### Straßenverkehr
Durch Brokhausen verläuft die Kreisstraße 87, die in Dehlentrup auf die Bundesstraße 238 führt.

### Öffentlicher Nahverkehr
Brokhausen wird im 60-Minuten-Takt über die Stadtbuslinie 708 angefahren. Sie verbindet Brokhausen mit der Detmolder Innenstadt.

## Kultur und Sehenswürdigkeiten

### Sehenswürdigkeiten

#### Friedenseiche
An der Ecke Holzstraße/Brokhauser Straße steht die 1881 gepflanzte „Friedenseiche“. Eine Gedenktafel erinnert an den Deutsch-Französischen Krieg von 1870/71.

#### Baudenkmäler

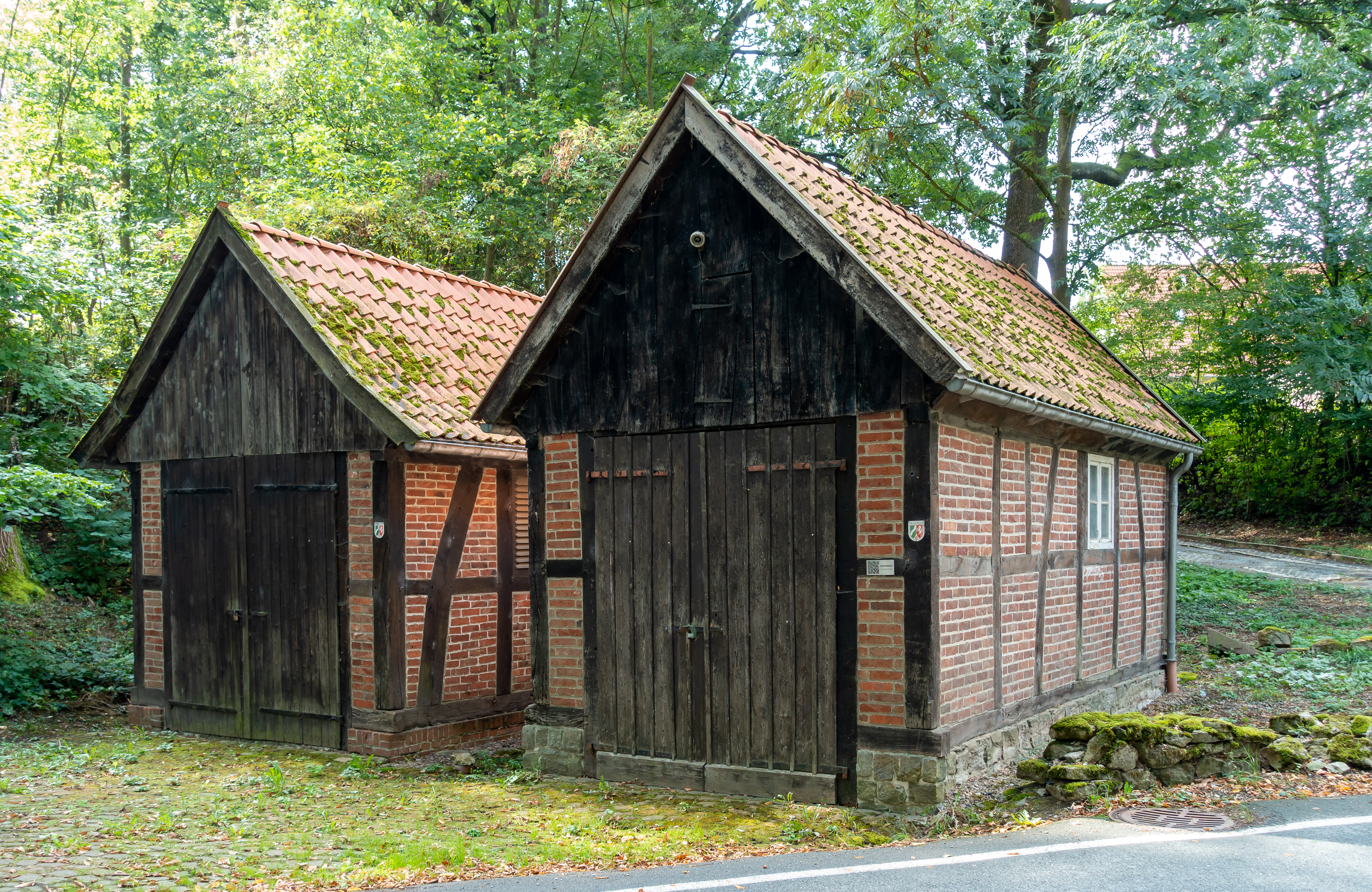
Leichenkutschenhaus und Spritzenhaus

In Brokhausen sind aktuell sieben Baudenkmäler ausgewiesen:
- Vierständerfachwerkbau von 1853, Brokhauser Straße 40
- Hofhaus mit Altenteil und Scheunenanbau, Braker Straße 125
- Bruchsteinbogenbrücke über den Broker Bach
- Fachwerkhaus, Mönkebergweg 5
- Bäuerliche Hofanlage, Brokhauser Straße 87
- Leichenkutschenhaus und Spritzenhaus, beim „Dorfteich“
- Brokhauser „Dorfteich“

### Regelmäßige Veranstaltungen
Ein sich alljährlich wiederholendes Schauspiel bildet der Brokhausener Osterräderlauf.